# Almoster (Alvaiázere)
Almoster is een plaats (freguesia) in de Portugese gemeente Alvaiázere en telt 791 inwoners (2001).